# Finlandia en los Juegos Europeos
Finlandia en los Juegos Europeos está representada por el Comité Olímpico Finlandés, miembro de los Comités Olímpicos Europeos. Ha obtenido un total de 12 medallas: 4 de oro, 1 de plata y 7 de bronce.

## Medalleros

### Por edición
| Evento        | Oro | Plata | Bronce | Total |
| ------------- | --- | ----- | ------ | ----- |
| Bakú 2015     | 0   | 0     | 1      | 1     |
| Minsk 2019    | 2   | 0     | 1      | 3     |
| Cracovia 2023 | 2   | 1     | 5      | 8     |
| TOTAL         | 4   | 1     | 7      | 12    |

### Por deporte
| Evento     | Oro | Plata | Bronce | Total |
| ---------- | --- | ----- | ------ | ----- |
| Atletismo  | 1   | 0     | 1      | 2     |
| Boxeo      | 1   | 0     | 0      | 1     |
| Gimnasia   | 1   | 0     | 0      | 1     |
| Karate     | 0   | 0     | 1      | 1     |
| Kickboxing | 0   | 0     | 1      | 1     |
| Muay thai  | 0   | 0     | 2      | 2     |
| Tiro       | 1   | 1     | 2      | 4     |
| TOTAL      | 4   | 1     | 7      | 12    |